# 船岡公園 (小千谷市)
船岡公園（ふなおかこうえん）は新潟県小千谷市の船岡山にある公園。

## 概要

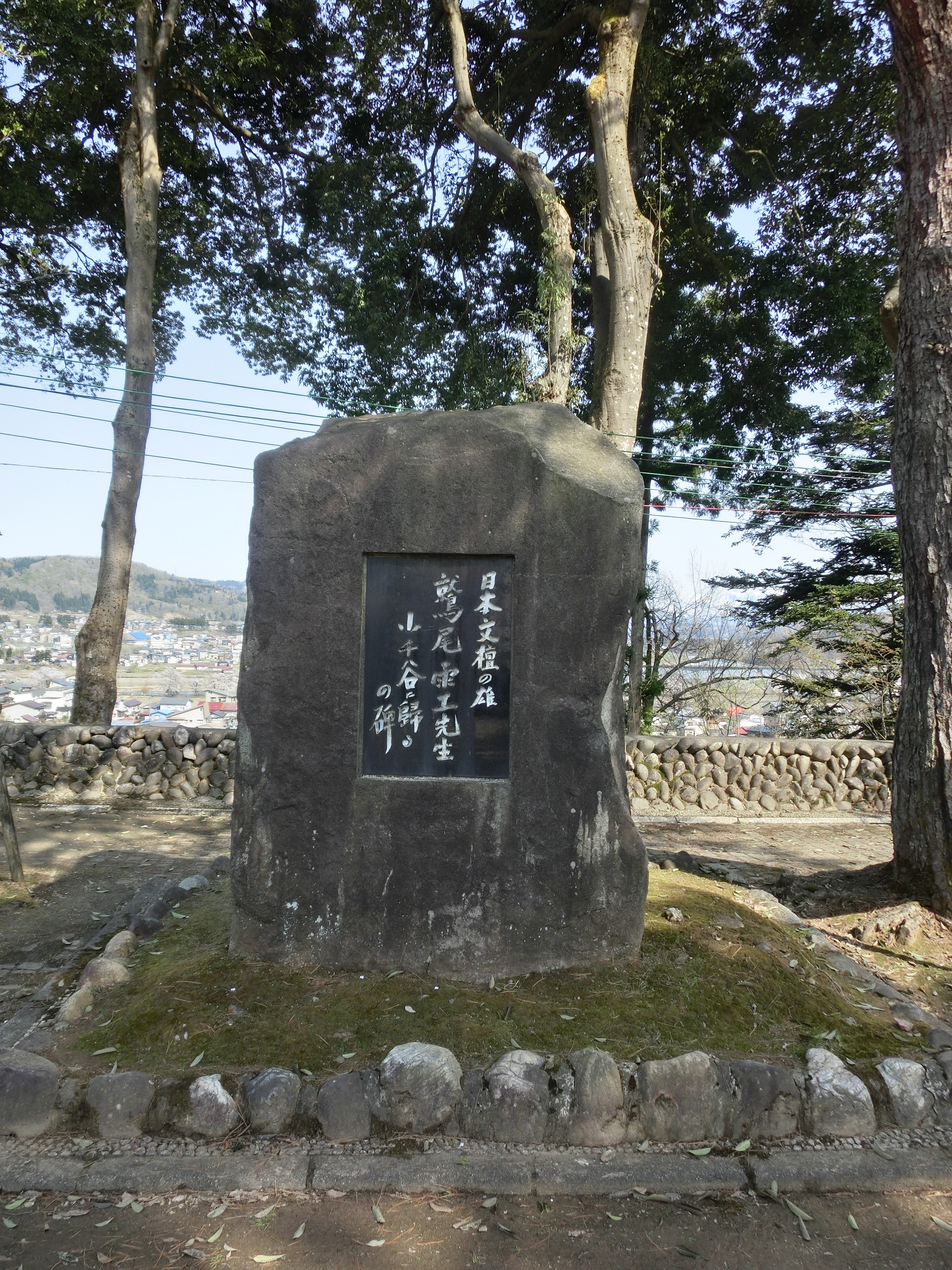
「日本文壇の雄 鷲尾雨工先生 小千谷に帰るの碑」」

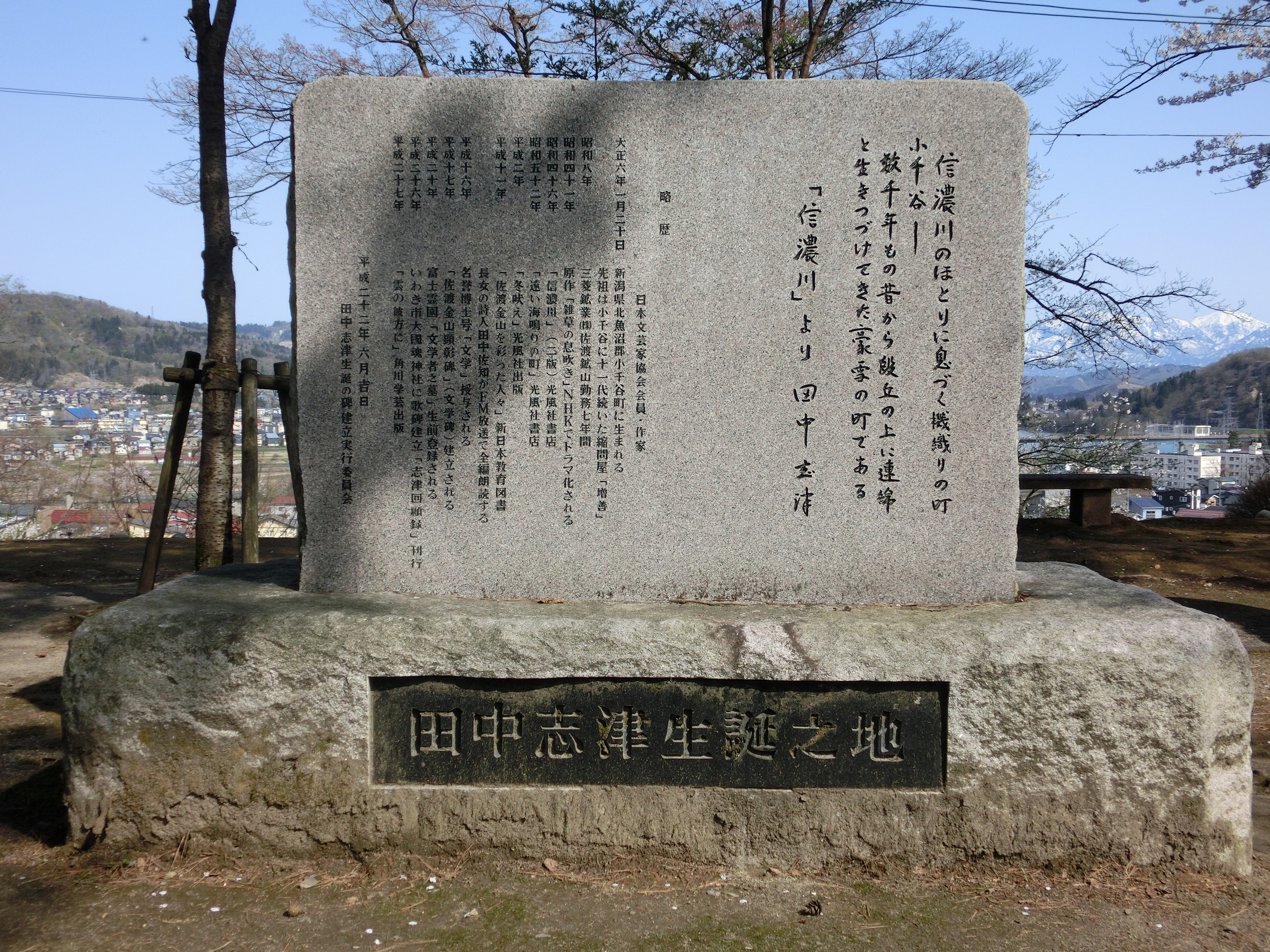
「田中志津生誕の碑」

船岡公園は桜の名所で、4月上旬から5月上旬まで、ボンボリが点灯される。公園内には、戊辰戦争（北越戦争）で戦死した西軍（新政府軍）の墓地、西脇順三郎の舟陵の鐘の碑、旧制小千谷中学校校歌の碑、「日本文壇の雄 鷲尾雨工先生 小千谷に帰るの碑」などがある。他に、広場や遊具などもある。東側の斜面は散策路があり、斜面下には池や蛍育成地などがある。北側の同市稲荷町からは階段があり、南側の同市上ノ山5丁目からは近くまで車で来られて駐車場もある。また、公園内から小千谷市街も一望できる。

## アクセス
信濃川左岸側の中心市街地からほど近い場所に位置する。
- 越後交通・南越後観光バスの本町西バス停、平成2丁目バス停、船岡町バス停、船岡公園前バス停より各約10分。

## 周辺情報
- 慈眼寺 (小千谷市)
- 五智院 (小千谷市)